# Беліатта (підрозділ окружного секретаріату)
Підрозділ окружного секретаріату Беліатта — підрозділ окружного секретаріату округу Хамбантота, Південна провінція, Шрі-Ланка. Складається з 44 Грама Ніладхарі.